# Luigi Barbavara di Gravellona
Luigi Barbavara di Gravellona (Gravellona Lomellina, 1818 – 3 aprile 1871) è stato un politico italiano.

## Biografia
Ingegnere, ispettore del genio civile, fu deputato del Regno di Sardegna nella I legislatura, eletto nel collegio di Vigevano. Cessò dalla carica il 20 dicembre 1848 per essere stato nominato primo ufficiale del Ministero dei lavori pubblici.